# Mariakerk (Gdańsk)
De Mariakerk van Gdańsk (Pools: Kościol Mariacki w Gdańsku of voluit Bazylika konkatedralna Wniebowzięcia Najświętszej Maryi Panny, Duits: Marienkirche of voluit: Kathedralbasilika der Himmelfahrt der Allerheiligsten Jungfrau Maria) is een van de grootste bakstenen kerken ter wereld en een van de grootste godshuizen van Europa.  De kerk is 105 meter lang en op sommige plaatsen 66 meter breed en biedt plaats aan zo'n 25.000 mensen. Voor 1945, toen de stad onder de naam Danzig Duits was, was het een lutherse kerk. Sinds 1955 is het een katholieke kerk.

## Geschiedenis
De bouw van de kerk begon in 1343 en werd voltooid in 1502. Na de Reformatie werd de kerk aanvankelijk door zowel katholieken als protestanten gebruikt, maar werd later enkel een lutherse kerk. Tot 1945 was de kerk de grootste evangelisch-lutherse kerk ter wereld. Omdat de Poolse koningen na de val van de Duitse Orde de macht hadden in de stad en zij altijd katholiek gebleven waren, werd bij de kerk in 1681 een Koninklijke Kapel gebouwd, zodat de koning naar een katholieke mis kon gaan als hij de stad bezocht. 
Na de verdrijving van de Duitsers werd de kerk door de katholieken ingenomen. Tijdens het Pommerenoffensief was de kerk zwaar beschadigd en 40% van de schatten was vernield. In 1946 werd begonnen met de wederopbouw en op 17 november 1955 werd de kerk als katholieke kerk ingewijd. In 1965 werd de kerk tot basiliek verheven. De kerk is de cokathedraal voor het aartsbisdom Gdańsk.